# Septendeciljon
Septendeciljon är talet 10102 i tiopotensnotation, och kan skrivas med en etta följt av 102 nollor, alltså
1 000 000 000 000 000 000 000 000 000 000 000 000 000 000 000 000 000 000 000 000 000 000 000 000 000 000 000 000 000 000 000 000 000 000.
Ordet septendeciljon kommer från det latinska prefixet septendeca- (sjutton) och med ändelse från miljon.
En septendeciljon är lika med en miljon sexdeciljoner eller en miljondel av en octodeciljon.
En septendeciljondel är 10−102 i tiopotensnotation.